# Municipio de Myatt (Misuri)
El municipio de Myatt (en inglés: Myatt Township) es un municipio ubicado en el condado de Howell en el estado estadounidense de Misuri. En el año 2010 tenía una población de 655 habitantes y una densidad poblacional de 4,04 personas por km².

## Geografía
El municipio de Myatt se encuentra ubicado en las coordenadas 36°33′7″N 91°44′35″O / 36.55194, -91.74306. Según la Oficina del Censo de los Estados Unidos, el municipio tiene una superficie total de 162.18 km², de la cual 162,03 km² corresponden a tierra firme y (0,09 %) 0,15 km² es agua.

## Demografía
Según el censo de 2010, había 655 personas residiendo en el municipio de Myatt. La densidad de población era de 4,04 hab./km². De los 655 habitantes, el municipio de Myatt estaba compuesto por el 97,1 % blancos, el 1,83 % eran amerindios, el 0,15 % eran de otras razas y el 0,92 % eran de una mezcla de razas. Del total de la población el 0,92 % eran hispanos o latinos de cualquier raza.